# Anthotroche
Genre
Anthotroche est un genre de plantes de la famille des Solanaceae.

## Liste d'espèces
Selon NCBI (24 mars 2012) :
- Anthotroche blackii
- Anthotroche myoporoides
- Anthotroche pannosa
- Anthotroche walcottii